# 卢梭岛

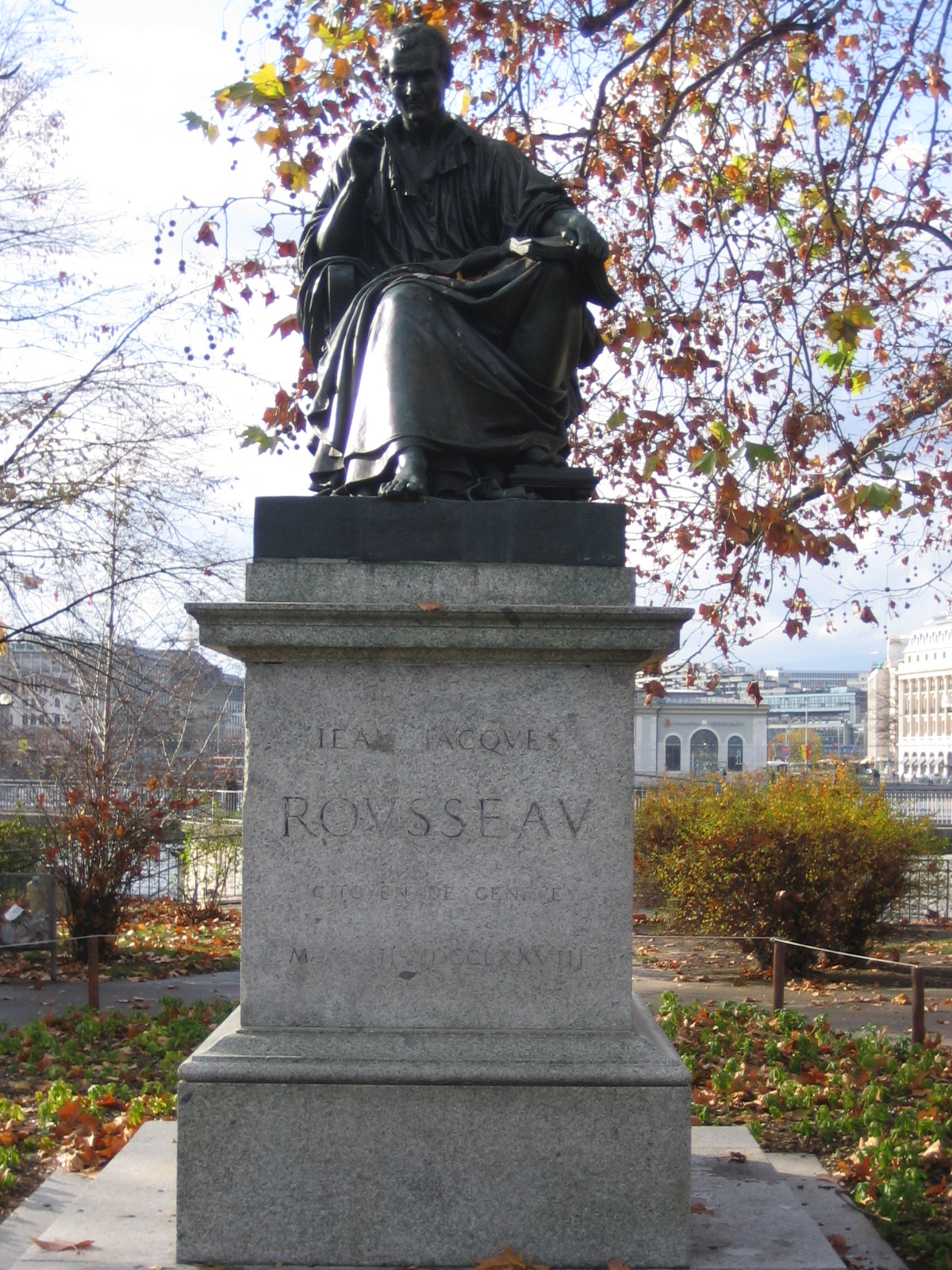
卢梭雕像

卢梭岛（Île Rousseau）是瑞士日内瓦的一个小岛屿，位于罗纳河从日内瓦湖流出处的中间。

## 历史
该岛从前称为“船岛”（Île aux Barques），因为在17世纪为当地商船队使用。
日内瓦规划师纪尧姆-亨利·杜福尔领导一项工程，其中包括将该岛改造成为步行区。1834年，从贝尔格大桥有一条小径通向该岛，岛上种植杨树。该岛更名为卢梭岛，以出生于日内瓦的卢梭命名。1835年，雕塑家詹姆士·普拉迪耶在岛上制作了卢梭铜像。